# Gilboa
Gilboa též Har Gilboa nebo Har ha-Gilboa (hebrejsky: גלבוע nebo הר הגלבוע, anglicky: též Har HaGilboa) je horský masiv na pomezí severního Izraele a Západního břehu Jordánu.

## Geografie
Pohoří má tvar oblouku, který se táhne v délce cca 18 kilometrů a v šířce cca 9 kilometrů. Nejvyšším bodem je Har Malkišua s nadmořskou výškou 536 metrů. V jižní části pohoří stojí kromě Har Malkišua ještě vrcholy Har Avner, Har Avinadav a skalní stupně Matlul Avinadav nebo Cukej Migda. Ve střední části je to vrchol Micpe Gilboa, Har Jicpor, Har Barkan, Har Achina'am a Har Gefet. V severní (respektive severozápadní) sekci pohoří stojí kopce Har Lapidim, Har Ša'ul, Giv'at Chochit, Har Giborim nebo výšina Ma'ale Nurit. Celý pás je pak zakončen vrchy Tel Jizre'el a Giv'at Jizre'el.
Gilboa je vymezena výraznými sníženinami okolních údolí, přičemž výškový rozdíl mezi nejvyšším bodem tohoto pohoří a nejnižšími body těchto údolí činí téměř 700 metrů. Na západní straně Gilboa relativně zvolna klesá do Jizre'elského údolí, na severu prudce propadá do Charodského údolí, na východě se nachází strmý sráz do Bejtše'anského údolí, které leží v příkopové propadlině řeky Jordán a je součástí většího celku tektonického Jordánského údolí. Pouze na jihozápadě Gilboa spíše plynule přechází do hornatiny Samařska. Ze svahů pohoří Gilboa stékají četná vádí. Na východní straně jsou to vádí Nachal Bezek, Nachal Ner, Nachal Avner, Nachal Malkišua, Nachal Avinadav, Nachal Cvija, Nachal Jicpor a Nachal Gefet. Na sever stékají vádí Nachal Jehonatan a Nachal Nurit. Na západ směřují toky Nachal Gilboa nebo Nachal Chochit.

## Dějiny

### Gilboa v Bibli
Pohoří Gilboa se v Bibli objevuje v první knize Samuelově, kde je místem bojů mezi Pelištejci a králem Saulem (například 31,1: "Pelištejci bojovali proti Izraeli. Izraelští muži před Pelištejci utíkali a padali pobiti v pohoří Gilbóa"). V druhé knize Samuelově 1,21 naříká král David: "Hory v Gilbóe, rosa ani déšť ať na vás ne sestoupí, ať se v oběť nepozdvihuje nic z vašich polí, neboť tam byl pohozen štít bohatýrů, štít Saulův, nepomazán olejem" Tato kletba bývala někdy považována za důvod, proč svahy Gilboe zůstávaly holé (to se změnilo až ve 20. století díky zalesňovací politice státu Izrael).

### Gilboa v moderních dějinách
Židovské osídlení se v tomto regionu začalo rozvíjet až ve 20. letech 20. století, ale šlo o zemědělské osady situované na úpatí horského masivu, zejména v Charodském údolí (Ejn Charod, Tel Josef nebo Bejt Alfa). Stejně tak nebyly vrcholové partie Gilboe osídleny ani Araby. V podhůří Gilboe se ovšem do roku 1948 rozkládalo 15 arabských vesnic, které během arabského povstání v tehdejší britské Palestině sloužily jako jedno z povstaleckých center.
Během války za nezávislost v roce 1948 dobyly hlavní hřeben Gilboe izraelské síly, přičemž na základě následných dohod o příměří probíhala v letech 1949–1967 pohořím Gilboa hranice mezi Izraelem a Jordánským královstvím (takzvaná Zelená linie). Po roce 1967 jde o hranici mezi Izraelem a okupovaným Západním břehem Jordánu s osídlením palestinskými Araby. Počátkem 21. století byla přes pohoří Gilboa, přibližně v trase Zelené linie, vedena izraelská bezpečnostní bariéra, která fyzicky oddělila palestinské části pohoří od izraelských.
Na izraelské straně horského masivu vzniklo několik vesnic (Malkišua, Mejrav a Ma'ale Gilboa), které propojuje lokální silnice číslo 667 využívaná i turisty jako scénická, vyhlídková trasa. Všechny tyto tři horské vesnice jsou navíc situovány na dílčí vrcholky. V případě vesnice Malkišua je to hora Har Malkišua, Mejrav stojí na Har Avinadav a Ma'ale Gilboa na kopci Micpe Gilboa. Na severozápadním okraji pohoří pak ještě stojí obec Gan Ner a nedaleko ní zrušená (a po roce 2010 znovu budovaná) vesnice Nurit. Daleko hustější osídlení mají údolí na úpatích pohoří. V rámci státu Izrael bylo v prostoru masivu Gilboa provedeno masivní zalesnění na ploše cca 20 000 dunamů (20 kilometrů čtverečních).